# Op de weg (Equalz)
Op de weg is een lied van het Nederlandse rapduo Equalz in samenwerking met de Nederlandse rappers Adje en Cho. Het werd in 2017 als single uitgebracht en stond in hetzelfde jaar als tweede track op het album Reloaded van Equalz.

## Achtergrond
Op de weg is geschreven door Julmar Simons, Giovanni Rustenberg, Brandel Drenthe, Navharony Wolff en Dwayne Biekman en geproduceerd door  Architrackz. Het is een nummer uit het genre nederhop. In het lied rappen de artiesten over hoe zij hun rijkdommen showen terwijl ze met de auto onderweg zijn. De single heeft in Nederland de dubbel platina status.
Het is de eerste keer dat de Equalz, Adje en Cho tegelijkertijd met elkaar samenwerken. Cho en Adje hadden eerder in 2016 al een mixtape met de titel Konings uitgebracht. Equalz en Cho herhaalden in 2018 de samenwerking op Chemistry en in 2019 op Single. 

## Hitnoteringen
De artiesten hadden succes met het lied in de hitlijsten van Nederland. Het piekte op de derde plaats van de Nederlandse Single Top 100 en stond 28 weken in deze hitlijst. De Nederlandse Top 40 werd niet bereikt; het kwam hier tot de eerste plaats van de Tipparade.